# Fujiwara no Moromichi
Fujiwara no Moromichi (japonès: 藤原師通)  (Japó, 16 d'octubre de 1062 - 18 de juliol de 1099) va ser un noble de la cort a finals del període Heian. El fill gran del regent del clan Fujiwara del Nord, Fujiwara no Michizane. Els seus rangs oficials eren de Primer Grau Júnior, Regent i Ministre de l'Interior.

## Biografia
El 1076, es va casar amb la filla de Gon Dainagon Fujiwara no Toshiie com a esposa legal. El 1078, va néixer el seu fill gran, Tadazane, però després d'això es va separar de Masako i es va tornar a casar amb Nobuko, la filla adoptiva de Nobunaga que era filla de Fujiwara no Norimichi. No és difícil d'imaginar que això pretenia posar fi a la dura disputa entre les escoles Yorimichi i Noritsugu de la família Sekke sobre el lideratge. Tanmateix, el fill divorciat, Masashi, guardava rancúnia contra Michimichi i Nobuko, i tenia un retrat del seu difunt pare, Toshiie, pintava i adorava la seva esposa michi cada nit. El 1094, va succeir a Michizane com a regent i va dur a terme activament els assumptes governamentals juntament amb l'emperador Horikawa, que intentava independitzar-se de l'emperador retirat Shirakawa i governar per iniciativa pròpia.
En aquell moment, quan el sistema Insei encara no s'havia establert com a institució, no hi havia gaire espai perquè l'emperador retirat exercís el poder sempre que l'emperador adult i el regent treballessin estretament junts. Michimichi va declarar públicament: "Hi hauria una fila de carros de bous a la porta del palau d'un emperador abdicat?" Michimichi va estudiar amb Oe Masafusa i va guanyar el control de la classe burocràtica pràctica tradicional representada per Masafusa. D'altra banda, desconfiava del poder emergent de l'In no Kamino -Akimi, i es diu que va destruir la residència de Fujiwara no Akisue, al·legant que era inadequat per al seu estatus. A més, fins i tot va impedir que Shirakawa tornés a nomenar un ajudant proper que havia nomenat com a governador provincial sense comprovar abans els mèrits i demèrits del governador provincial. Aquesta posició política va ser elogiada ja que "tot el país va estar en silenci durant els períodes Kaho i Eicho".
El 1095, quan el Santuari Hiyoshi del temple Enryaku-ji va fer una forta crida perquè Mino no Kami Minamoto no Yoshitsuna s'exiliés, es va negar fermament i va enviar a Nakatsukasa no Jyo Minamoto no Yoriharu per repel·lir els monjos. No obstant això, les fletxes disparaven com un avís van colpejar monjos i sacerdots guerrers, ferint-los, la qual cosa va provocar que el temple Enryaku-ji maleís la Cort Imperial  Potser per això, en el tercer any de l'era Chengde (1099), Michimichi va emmalaltir d'una forta llaga i va morir sobtadament als 38 anys (36 en anys reals), en la plenitud de la seva vida laboral, i el seu govern va acabar després de només cinc anys. El temple Enryaku-ji ho va fer públic com un càstig diví.
El seu successor, Tadazane, era encara jove, només tenia 22 anys, i només ocupava el càrrec oficial de Gon Dainagon, és a dir, no es qualificava com a regent. Fins i tot Michizane, que s'havia jubilat, ja no tenia els recursos per donar suport a Tadayazu. Com que Michimichi era un home capaç, el clan Sekkanke, després d'haver-lo perdut, es va veure obligat a sotmetre's a Shirakawa, i el seu poder es va veure molt debilitat.
Persona
Es deia que era una persona directa, de voluntat forta i seriosa que donava importància a la lògica de les coses. També tenia un físic impressionant, i es diu que quan tocava el Genjo biwa, un llaüt tradicional japonès que havia estat propietat dels successius emperadors, l'instrument semblava tan petit com la pols.
D'altra banda, sembla que ha tingut problemes de salut des que era jove, i hi ha una descripció de la seva malaltia cap a l'any 1089 al seu diari, "Go-Nijo Michimichi-ki". D'altra banda, el diari va ser escrit fins 11 dies abans de la seva mort, la qual cosa fa pensar que la seva mort va ser sobtada fins i tot per a ell.
El seu diari inclou el "Go-Nijō Michimichi-ki".

## Carrera oficial
Data = calendari lunar
- 25 de gener de 1072 (Enkyu 4): Cerimònia de la majoria d'edat. Va ascendir a Cinquè Grau Júnior. 26 d'abril: nomenat camarlenc. 22 de juny: nomenat com a Ukoneyu Gon no Shosho (Nota: El nomenament per al càrrec de Shosho mentre encara tenia el rang de Cinquè Grau s'anomenava específicament "Shosho de Cinquè Grau" i era el privilegi del fill gran del clan Fujiwara). 24 de juliol: Traslladat al càrrec de Capità Mitjà Dret de la Guàrdia Imperial.
- 5 de gener de 1073 (Enkyu 5): Ascendit al cinquè rang júnior. 30 de gener: Ascens a quart rang júnior.

28 de gener de 1074 (Enkyu 6): Ascendit al quart rang superior júnior. El 25 de juny va ser ascendit al rang de quart júnior. El 16 de novembre, també va assumir el càrrec d'Omisuke.
- 29 de gener de 1075 (Shoho 2): nomenat al rang de tercer rang júnior.
- 24 d'octubre de 1076 (Johō 3): nomenat al rang de tercer rang júnior.
- 27 de març de 1077 (4t any de l'era Shoho): nomenat com a conseller i va renunciar al seu càrrec com a Ukon'e Gon no Chujo. 9 d'abril: També serveix com a comandant esquerre de la Guàrdia Imperial. *És extremadament inusual que un conseller també serveixi com a comandant de la Guàrdia Imperial.
- Després de canviar el nom de l'era, el 13 de desembre de 1270, va ser traslladat al càrrec de Chunagon provisional i nomenat Cap Esquerra de la Guàrdia Motonori.
- 25 d'octubre de 1079 (Juryaku 3): nomenat al segon rang júnior. 25 de novembre: també serveix com a Chugu no Daibu. * L'emperadriu en aquell moment era Fujiwara no Kenshi, l'emperadriu de l'emperador Shirakawa. Era la filla adoptiva del pare de Michimichi, Michizane.
- 28 de gener de 1080 (4t any de Shoryaku): nomenat al rang de Shonii. 14 d'agost: nomenat Gon Dainagon. Comandant esquerre de la Guàrdia Imperial i emperadriu vídua Motonori.
- 26 de gener de 1083 (Eiho 3): Nomenat ministre de l'Interior. Comandant esquerre de la Guàrdia Imperial, Motonori.
- Desembre de 1092 (6è any de Kanji): dimiteix del seu càrrec de cap de la Guàrdia Esquerra.
- 9 de març de 1094 (8è any de kanji): rep un edicte del canceller. 11 de març: es converteix en el cap del clan Fujiwara. *En aquest moment, no es va nomenar cap tropa, i el rang de la tropa era el segon només per darrere del ministre de l'Esquerra, Minamoto no Toshifusa.
- 5 de gener de 1096 (Kaho 3): nomenat al rang de primer rang júnior. Al mateix temps, es va emetre un decret imperial que Toshifusa havia de prendre el primer seient.
- Va morir el 28 de juny de 1099 (el tercer any de l'era Shōtoku). Va morir als 38 anys.

## Genealogia
- Pare: Fujiwara no Michizane
- Mare: Minamoto Reiko ( filla de Minamoto Shifusa )
- Esposa: Fujiwara Masako - filla de Fujiwara Toshiie , divorciada
  - Fill gran: Fujiwara Tadazane (1078-1162)
- Esposa: Fujiwara Nobuko : filla adoptiva de Fujiwara Nobunaga , en realitat filla de Fujiwara Tsunesuke
- Esposa: Filla de Fujiwara no Yoshitsuna
  - Segon fill: Fujiwara Iemasa (1080-1115)
  - Femení: els títols eren Goryo, Saiinjo-betsu i Tajima.
- Esposa: filla de Sadayuki Taira (mestressa de casa)
  - Tercer fill: Fujiwara Ietaka (?-1125)
- Esposa: Filla de Minamoto no Yoritsuna
  - Dones (1098-1107) [ 9 ]
- Concubina: mestressa de casa Tango
  - Dona: Orde de la Princesa Imperial de la Gran Emperadriu vídua Reiko
- Concubina: Dama de Minamoto no Morotada
  - Dones
- Nens amb mares biològiques desconegudes
  - Home: Kakuei (?-1157)
  - Dona: princesa Seikain (?-1147)